# Midaftonssjöarna (Undersåkers socken, Jämtland, 701349-135402)
Midaftonssjöarna är en sjö i Åre kommun i Jämtland och ingår i Indalsälvens huvudavrinningsområde. Midaftonssjöarna ligger i Vålådalen Natura 2000-område.